# Erdosteina
Erdosteina – organiczny związek chemiczny, lek o działaniu mukolitycznym stosowany w leczeniu przewlekłego zapalenia oskrzeli. Zawiera dwie grupy sulfhydrylowe, uwalniane w organizmie w wyniku metabolizmu pierwszego przejścia.
Jest dostępna w Polsce pod nazwą handlową Erdomed.